# Christian Grundl
Christian Grundl (* 20. November 1985 in Immenstadt im Allgäu) ist ein deutscher Sternekoch.

## Leben
Nach seiner Lehre zum Koch im Golfhotel Bodensee in Weißensberg arbeitete Grundl zunächst im Restaurant Ritter St. Georg in Braunschweig. Anschließend verbrachte er fünf Jahre in Schottland und arbeitete in dieser Zeit als Koch im Gleneagles Hotel, im Hotel du Vin und im Restaurant The Gallery in Aberdeen. Danach kochte Christian Grundl unter Sergio Herman im Oud Sluis in Holland, in der Speisemeisterei in Stuttgart unter Frank Oehler, im Restaurant 5 ebenfalls in Stuttgart und unter Juan Amador im Restaurant Amador in Mannheim. 2013 kam Grundl schließlich als Küchenchef in die Akademie Amtzell. Unter dem Namen Schattbuch war er bis Februar und 2020 Küchenchef und leitet das Restaurant gemeinsam mit Christian Marz.
2019 nahm Grundl  an der Sat. 1 Show Top Chef Germany teil. Er lebt in Wangen im Allgäu.
Seit Juli 2024 ist Christian Grundl Pächter und Inhaber des Gasthaus zur Traube in Weiler im Allgäu.

## Auszeichnungen
- 1 Michelin-Stern seit 2016[7]
- 2 Kochmützen und 16 Punkte von Gault & Millau für einen hohen Grad an Kochkunst, Kreativität und Qualität[8]